# Assassination Bureau
Assassination Bureau (The Assassination Bureau) è un film del 1969 diretto da Basil Dearden.
È una commedia nera britannica con Oliver Reed, Diana Rigg, Telly Savalas e Curd Jürgens. È basato sul romanzo incompiuto The Assassination Bureau, Ltd. di Jack London. È ambientato a Londra durante i primi anni del 1900.

## Trama
Londra, primi anni del 1900. L'aspirante giornalista e attivista per i diritti delle donne Sonia Winter scopre un'organizzazione specializzata in omicidi su commissione, la Assassination Bureau, Limited. Si tratta di omicidi di uomini potenti per cui l'organizzazione arriva a controllare la politica mondiale fino a provocare guerre. Per provocare la sua distruzione commissiona l'assassinio del presidente stesso dell'organizzazione, Ivan Dragomiloff. Questi, divertito dalla situazione, accetta la sfida.

## Produzione
Il film, diretto da Basil Dearden su una sceneggiatura di Michael Relph e Wolf Mankowitz con il soggetto di Robert L. Fish e Jack London (autore del romanzo), fu prodotto da Michael Relph per la Paramount Pictures tramite la Heathfield. Fu girato in varie location a Londra, Parigi, Zurigo, Vienna e Venezia nel gennaio del 1968. Il brano della colonna sonora Life Is a Precious Thing fu composto da Hal Shaper e Ron Grainer (parole) e Mike Sammes Singers (musica).

## Distribuzione
Il film fu distribuito con il titolo The Assassination Bureau nel regno Unito dal 10 marzo 1969 (première a Londra) al cinema dalla Paramount Pictures. È stato distribuito anche con il titolo The Assassination Bureau Limited.
Altre distribuzioni:
- negli Stati Uniti il 23 marzo 1969 (première a New York)
- in Francia nell'aprile del 1969 (Assassinats en tous genres)
- in Germania Ovest il 25 aprile 1969 (Mörder GmbH)
- in Svezia il 27 maggio 1969 (Rysk roulett, Madame)
- in Danimarca il 3 novembre 1969 (Snigmords-bureauet)
- in Finlandia il 5 dicembre 1969 (Rulettia venäläisittäin, Madame?)
- in Messico il 18 dicembre 1969 (El sindicato del crimen)
- in Portogallo (Adoráveis Conspiradores)
- in Ungheria (Bérgyilkossági hivatal e in TV Gyilkosság rendelésre)
- in Polonia (Biuro Zabójców)
- in Spagna (El club de asesinos)
- in Brasile (Sindicato do Crime)
- in Grecia (To syndikaton ton hilion dolofonon)
- in Italia (Assassination Bureau)

## Critica
Secondo il Morandini il film è una "commedia giallo-nera tratta da un paradossale romanzo incompiuto di Jack London, assai godibile per i dialoghi spiritosi".

## Promozione
La tagline è: "Zeppelins. Bombs. Bordellos. Burials. You name it. We have it.".

## Curiosità
- Visto che il film è ambientato precedentemente alla I guerra mondiale, in una scena vi è appesa al muro una cartina dell'Europa del 1939 circa, che invece al minuto 58,12 viene mostrata la cartina datata 1908.